# Ferdinand Hellmesberger
Ferdinand Hellmesberger, född den 24 januari 1863 i Wien, död där den 15 mars 1940, var en österrikisk dirigent, cellist och kapellmästare. Han var son till Josef Hellmesberger senior och bror till Josef Hellmesberger junior.
Hellmesberger var från 1879 medlem av hovmusikkapellet och från 1883 även av Hellmesbergerkvartetten. Åren 1902–1905 var han kapellmästare vid Wiener Volksoper och ledde från 1910 kurorkestrarna i Abbazia, Baden, Karlsbad och Marienbad.